# カナダ・スクリーン・アワード
カナダ・スクリーン・アワード（英: Canadian Screen Awards、フランス語: Les prix Écrans canadiens）は、優れたカナダの映画、英語のテレビ番組、及びデジタルメディア作品に対してカナダ映画・テレビジョンアカデミーから贈られる賞。この賞は、ジェミニ賞とジニー賞が統合されたことから発足し、2013年より始まった
カナダのタレントや映画制作者にとって最も重要な賞であり、アメリカ合衆国のアカデミー賞とエミー賞、イギリスの英国映画テレビ芸術アカデミー賞、オーストラリアのオーストラリア映画テレビ芸術アカデミー賞、アイルランドのアイルランド・アカデミー賞にあたる。